# 파마고스타역
파마고스타역(이탈리아어: Famagosta)은 밀라노 지하철의 2호선의 역이다. 밀라노 남부 외곽의 파마고스타 대로 (Viale Famagosta)에 위치해 있으며, 아사고 지선에 한해서 시내 요금 구간이 적용되는 마지막 역이다. 1994년 11월 1일에 문을 열었으며, 2005년 아비아테그라소 역이 문을 열 때까지는 2호선의 남쪽 종착역이자 최남단 역이었다.
이 역에서부터 2호선은 아사고 밀라노피오리 포룸 역으로 향하는 아사고 지선과 아비아테그라소 역으로 향하는 아비아테그라소 지선으로 나뉘어 운행된다.

## 시설
이 역에는 다음과 같은 시설이 있다.
- 장애인 승객을 위한 접근 시설
- 엘레베이터
- 에스컬레이터
- 승차권 자동 판매기
- 역 감시카메라
- 2200대 규모의 파크 앤드 라이드 시설
- 흡연 바
- 신문 가판대
- 스낵 및 음료 자판기

| 밀라노 지하철                 | 밀라노 지하철       | 밀라노 지하철                                       |
| ----------------------------- | ------------------- | --------------------------------------------------- |
| 로몰로 제사테 / 콜로뇨 노르드 | 밀라노 지하철 2호선 | 아사고 밀라노피오리 노르드 아사고 밀라노피오리 포룸 |
| 로몰로 제사테 / 콜로뇨 노르드 | 밀라노 지하철 2호선 | 아비아테그라소                                      |